# Vigipirate
Vigipirate (fransk: Plan Vigipirate) er frankrigs nationale sikkerhedsvarslingesystem. Det blev etableret i 1978 under præsident Valéry Giscard d'Estaing, og er siden blevet reformeret tre gange: i 1995 (efter rækken af terrorbombninger), 2000, og 2004.
Systemet definerer 4 niveauer af trusler, repræsenteret af 5 farver: hvid, gul, orange, rød og skarlagen.  Niveauerne kræver øgede sikkerhedsforanstaltninger, herunder øget politi eller blandede politi/militær patruljer i undergrundsbaner, togstationer og andre udsatte steder.
"Vigipirate" er en portmanteau af "vigilance" (årvågenhed) eller "vigie" (vagttårn) og "pirate" (pirat).  

## Niveauer af indberetninger
| Alarmniveau | Farve     | Betydning                                            | Sikkerhedsforanstaltninger |
| ----------- | --------- | ---------------------------------------------------- | --- |
| 0           | Hvid      | Ingen fare                                           | Ingen fare |
| 1           | Gul       | Svag trussel / hæv årvågenhed                        | Hæve sikkerhedsniveauet for at være forberedt på et muligt angreb, gennem sikkerhedsforanstaltninger som er lokale og forstyrrer offentligheden minimalt, være forberedt på at skifte til "orange" eller "rød" indenfor få dage.                                                                               |
| 2           | Orange    | Mulig trussel / forhindre mulige terrorangreb        | Træf foranstaltninger mod en mulig risiko for terrorangreb, herunder anvendelse af de midler, der er moderat til normalt forstyrrende for de offentlige aktiviteter, samtidig forberede sig på at skifte til "rød" eller "skarlagen" med så kort varsel som mulig.                                             |
| 3           | Rød       | Stor risiko for trussel / forhindre alvorlige angreb | Træf foranstaltninger mod en dokumenteret risiko for en eller flere terrorhandlinger, herunder foranstaltninger til beskyttelse af offentlige institutioner og iværksættelse af passende midler til redning og svar, samt at tillade en betydelig grad af forstyrrelse af den sociale og økonomiske aktivitet. |
| 4           | Skarlagen | Påvist fare / forebyggelse af større angreb          | Advarsel om en risiko for større angreb, samtidig eller på anden måde, ved brug af ukonventionelle metoder som forsager større ødelæggelser; klargørelse af nødvendig hjælp og respons, brug af foranstaltninger som er meget ødelæggende for det offentlige liv er tilladt.                                   |

## Historiske advarselsniveauer
| 2. januar, 1991     | Fase 1              | Første brug af fase 1 på grund af starten på Golfkrigen                                  |  |  |
| 17. januar, 1991    | Fase 2              | Påbegyndelse af fase 2 på grund af det første angreb.                                    |  |  |
| 26. april, 1991     | Hævning af niveauet |                                                                                          |  |  |
| 8. september, 1995  | Frigivelse          | Efter Metrobombningerne i Paris 1995                                                     |  |  |
| 15. januar, 1996    | Afløsning           |                                                                                          |  |  |
| Oktober 1996        | Suspendering        |                                                                                          |  |  |
| 3. december, 1996   | Reaktivering        | Efter et angreb på Gare de Port-Royal-stationen i Paris                                  |  |  |
| 1998                | Forstærkning        | På grund af VM 1998                                                                      |  |  |
| 24. april, 1999     | Forstærkning        | På grund af Kosovo-krigen                                                                |  |  |
| 24. april, 1999     | Reaktivering        | I kølvandet på angrebene i Korsika                                                       |  |  |
| 27. december, 1999  | Reaktivering        | I kølvandet på Y2K-problemet                                                             |  |  |
| 11. september, 2001 | Forstærkning        | Efter angrebene den 11. september i USA.                                                 |  |  |
| 5. juni, 2002       | Efter aftale        | Indsættelse af den nye premierminister Jean-Pierre Raffarin.                             |  |  |
| 9. september, 2002  | Efter aftale        | Hævning af Vigipirate-niveauet efter angrebet den 11. september, 2001                    |  |  |
| 6. december, 2002   | Forstærkning        | Fejring af nytår                                                                         |  |  |
| 20. marts, 2003     | Forstærkning        | Begyndelsen af Irakkrigen                                                                |  |  |
| 20. marts, 2003     | Orange niveau       | Reform af Vigipirate og indførelsen af farve-niveauer på grund af Irak-krigen            |  |  |
| 17. maj, 2003       | Orange niveau       | Efter Bombningerne i Casablanca 2003                                                     |  |  |
| 2. oktober, 2003    | Gult niveau         | Politisk beslutning                                                                      |  |  |
| 1. december, 2003   | Orange niveau       | På grund af festlighederne                                                               |  |  |
| 26. januar, 2004    | Gult niveau         |                                                                                          |  |  |
| 12. marts, 2004     | Rødt niveau         | Kun for landtransport, orange alle andre steder. Efter Terrorangrebet den 11. marts 2004 |  |  |
| 24. maj, 2004       | Rødt niveau         | Under den ugelange årsdag for Invasionen af Normandiet                                   |  |  |
| 8. juni, 2004       | Orange niveau       |                                                                                          |  |  |
| 8. juli, 2004       | Orange niveau       |                                                                                          |  |  |
| 7. juli, 2005       | Rødt niveau         | Efter Terrorangrebet i London 2005                                                       |  |  |
| 10. november, 2005  | Rødt niveau         | Nye foranstaltninger vedtaget                                                            |  |  |
| 8. november, 2005   | Undtagelsestilstand | Undtagelsestilstand indført på grund af Urolighederne i Frankrig 2005                    |  |  |
| 4. januar, 2006     | Rødt niveau         | Slut på undtagelsestilstanden                                                            |  |  |
| Juli 2006           | Rødt niveau         | Nye foranstaltninger vedtaget                                                            |  |  |
| 16. december, 2008  | Rødt niveau         | Efter at sprængstoffer blev fundet i et stormagasin i Paris                              |  |  |
| August 2010         | Rødt niveau         | Foranstaltninger for beskyttelse blev øget                                               |  |  |
| September 2010      | Rødt niveau         | Styrkelse af sikkerheden i hele landet                                                   |  |  |
| November 2010       | Rødt niveau         | Efter at 5 terrormistænkte blev anholdt                                                  |  |  |
| Maj 2011            | Rødt niveau         | Efter drabet på Osama Bin Laden                                                          |  |  |
| 19. marts, 2012     | Skarlagen niveau    | Efter Skyderierne i Midi-Pyrénées 2012. Første gang at skarlagen niveau er blevet brugt. |  |  |
| 24. marts, 2012     | Rødt niveau         | Sænket tilbage til rødt efter at de mistænkte for skyderierne er blevet pågrebet.        |  |  |